# Costa Rica a 2006. évi téli olimpiai játékokon
Costa Rica az olaszországi Torinóban megrendezett 2006. évi téli olimpiai játékok egyik részt vevő nemzete volt. Az országot az olimpián 1 sportágban 1 sportoló képviselte, aki érmet nem szerzett.

## Sífutás
Férfi
| Versenyző    | Versenyszám | Eredmény  | Helyezés |
| ------------ | ----------- | --------- | -------- |
| Arturo Kinch | 15 km       | 1:06:50,3 | 95.      |